# Septifer
Septifer ist eine Gattung aus der Familie der Miesmuscheln (Mytilidae); es ist die Typusgattung der Unterfamilie Septiferinae.

## Merkmale
Das Gehäuse besitzt ein sehr eng gerundetes Vorderende und ein breit gerundetes Hinterende. Der Dorsalrand ist leicht gewinkelt, die größte Höhe wird deutlich vor der Gehäusemitte erreicht. Der Ventralrand ist zum Vorderende leicht schwach konkav gewölbt, zum Hinterende konvex gewölbt, sodass sich eine schwach s-förmig gebogener Ventralrand ergibt. Die Gehäuse werden etwa 5 cm lang und etwa halb so hoch. Der vordere Schließmuskelansatz sitzt auf einem vorspringenden Septum im vorderen Winkel unterhalb des Wirbels, das etwa parallel zur Gehäuselängsachse verläuft. Die Außenseite weist schwache bis kräftige radiale Rippen auf, die sich am Gehäuserand auch spalten können. Die konzentrischen Anwachsstreifen sind teilweise kräftig entwickelt. Die Gehäuseränder sind mehr oder weniger stark gezähnelt.

## Geographische Verbreitung und Lebensraum
Die Arten der Gattung sind im Indopazifik beheimatet. Sie kommen meist im Gezeitenbereich und flachen Subtidal bis etwa 15 Meter Wassertiefe vor.
Zwei Arten der Gattung Septifer wurden anthropogen ins Mittelmeer verschleppt, wobei eine Art bereits im östlichen Mittelmeer als etabliert gilt.

## Taxonomie
Das Taxon wurde 1848 von César Auguste Récluz erstbeschrieben. Typusart durch subsequente Bestimmung ist Mytilus bilocularis Linné, 1758. Das Linné'sche Typexemplar wurde durch Nils Hjalmar Odhner neu beschrieben. Derzeit werden folgende rezente Arten zur Gattung gestellt. Die fossilen Arten sind noch unvollständig.
- Gattung Septifer Récluz, 1848
  - †Septifer ahaaralensis Pojarkova, 1976 (Santonium/Campanium)
  - Septifer bifurcatus (Conrad, 1837)
  - Septifer bilocularis (Linnaeus, 1758)
  - Septifer cumingii Récluz, 1849
  - Septifer excisus (Wiegmann, 1837)
  - Septifer huttoni (Cossmann, 1916) †
  - Septifer keenae Nomura, 1936
  - †Septifer pissarroi Le Renard, 1994 (= Mytilus depressus Deshayes, 1861 non Fischer, 1860) (Lutetium, Eozän)[5]
  - Septifer ramulosus (Viader, 1951)
  - Septifer rudis Dall, Bartsch & Rehder, 1938
  - Septifer rufolineatus (E. A. Smith, 1911)
  - †Septifer torquatus (P. Marshall, 1918) (Altonian, entspricht etwa Burdigalium, Miozän)
  - Septifer virgatus (Wiegmann, 1837)
  - Septifer zeteki Hertlein & Strong, 1946

## Belege